# American Notes
American Notes is een reisverslag van Charles Dickens waarin hij zijn eerste bezoek aan de Verenigde Staten beschreef. Deze reis vond plaats in 1842 en zijn verblijf duurde zes maanden, van januari tot en met juni. Hij werd vergezeld door zijn vrouw Catherine.
Na een zware overtocht op het overvolle schip Britannia van de Cunard Line kwam hij aan in Boston, waar hij, als reeds internationaal gevierd schrijver, een warm welkom kreeg. Dickens bereisde vervolgens voornamelijk de oostkust en het gebied van de Grote Meren. Ook bezocht hij president John Tyler in het Witte Huis.
Dickens steekt zijn bewondering voor de Amerikaanse vorm van democratie niet onder stoelen of banken. Niettemin blijkt er sprake van een haat-liefdeverhouding. Hij maakte een groot aantal kritische en zure opmerkingen, niet in de laatste plaats over het onderwerp auteursrechten. Zijn werken werden in Amerika volop gelezen, maar aangezien er geen internationale overeenkomst bestond op het gebied van copyright, verschenen zijn boeken in niet-geautoriseerde vorm en ontving de schrijver hiervoor geen cent. Ook parodieerde hij de gewoonten en gesprekken van de doorsnee Amerikaan en was hij geïrriteerd over de in zijn ogen onbeschaamde opdringerigheid van zijn bewonderaars. Ook de nog heersende slavernij was hem een doorn in het oog en hij gaf hier niet-malse kritiek op. Een en ander werd hem door de Amerikanen, die hem toch vriendelijk hadden ontvangen en zijn hele bezoek goed hadden geregeld, niet in dank afgenomen.
De ervaringen tijdens zijn reis vormden de inspiratie voor zijn roman Martin Chuzzlewit, die in de Verenigde Staten koel werd ontvangen, maar de lezers er verder niet van weerhield zijn boeken te blijven lezen.